# Lauter (Saksen)
Lauter is een ortsteil van de op 1 januari 2013 ontstane Duitse stad Lauter-Bernsbach in de deelstaat Saksen. Lauter heeft een oppervlakte van 21,55 km² en ligt tussen de steden Aue en Schwarzenberg. De plaats werd vermoedelijk aan het einde van de twaalfde eeuw als waldhufendorf aangelegd en werd in 1460/62 als Lawther voor het eerst in een officieel stuk genoemd. In 1962 werd Lauter stadsrechten verleend.